# Stamnodes eldridgensis
Stamnodes eldridgensis är en fjärilsart som beskrevs av Louis W. Swett 1917. Stamnodes eldridgensis ingår i släktet Stamnodes och familjen mätare. Inga underarter finns listade i Catalogue of Life.